# Dmitrij Šostakovič
Dmitrij Dmitrijevič Šostakovič (rus. Дми́трий Дми́триевич Шостако́вич, Sankt-Peterburg 12./25. rujna 1906. – Moskva, 9. kolovoza 1975.), bio je ruski skladatelj koji je živio i stvarao u doba Sovjetskoga Saveza. Imao je vrlo kompleksan odnos sa sovjetskom vladom te pretrpio dvije javne osude svoje glazbe, 1936. i 1948. Unatoč tome, ali i činjenici da su mu djela povremeno bila zabranjivana za izvođenje, Šostakovič je ipak bio najpopularniji i najbolji sovjetski skladatelj svog naraštaja. Za svoje je umjetničko djelovanje primio mnoge nagrade, a služio je i u Vrhovnom Sovjetu.
Nakon razdoblja pod utjecajem Prokofjeva i Stravinskog (1. simfonija), Šostakovič prelazi na modernizam (2. simfonija i opera Nos) prije no što razvija hibridni stil u Ledi Makbet Mcenskoga okruga i u nesretnoj 4. simfoniji. Taj stil obuhvaćao je razdoblja od neoklasicizma (s izraženim Stravinskijevskim utjecajem) pa do postromantizma (s jasnim Mahlerovskim utjecajem). Njegova tonalitetnost često je uključivala korištenje modalnosti i nekih neoklasicističkih harmonija à la Hindemith i Prokofjev. U svojoj glazbi Šostakovič je redovito koristio snažne kontraste i elemente groteske, a osobito se ponosio svojom orkestracijom koja je uvijek čista i dobro osmišljena. Pojedine Šostakovičeve skladbe u mnogočemu su srodne Mahlerovom i Rimski-Korsakovom skladateljskom stilu, a u najuspjelija mu djela najčešće ubrajaju njegovih petnaest simfonija i isto toliko gudačkih kvarteta. Ostala djela uključuju opere, šest solističkih koncerata i zapažena ostvarenja na polju filmske glazbe. David Fanning u Rječniku glazbe i glazbenika Grove piše:

## Život

### Rani život
Rođen u ulici Podolskaja br. 2 u Sankt-Peterburgu, Dmitrij Šostakovič rođen je kao drugo od troje djece Dmitrija Boleslavoviča Šostakoviča i Sofije Vasiljevne Šostakovič. Njegova obitelj bila je liberalno nastrojena (jedan ujak bio je boljševik, a udomljavali su i desničarske ekstremiste). Dmitrij je kao dijete zadobio status wunderkinda i kao pijanist i kao skladatelj, a njegov talent se otkrio kada je započeo s lekcijama klavira sa svojih 8 godina. Godine 1918. napisao je posmrtni marš za dvojicu vođa Kadetske stranke koje su ubili boljševički mornari. Godine 1919. dopušteno mu je školovanje na Petrogradskom konzervatoriju kojeg je tada vodio Aleksandar Glazunov. No, patio je zbog uočenog nedostatka političkog entuzijazma, te je 1926. pao ispit iz marksističke metodologije. Njegov prvi veliki glazbeni komad bila je 1. simfonija (praizvedena 1926.), napisana kao njegov diplomski rad s 20 godina.
Nakon diplomiranja, isprva je započeo dualnu karijeru koncertnog pijanista i skladatelja, no njegov suhoparan način sviranja (Fay komentira njegovo "emocionalno skupljanje u sebe" i "fantastičnu ritmičku vožnju"), često je neshvaćan i necijenjen. No unatoč svemu tome, bio je "vrijedan spomena" na varšavskom pijanističkom natjecanju 1927. Nakon natjecanja Šostakovič se upoznao s dirigentom Brunom Walterom, koji je bio toliko impresioniran njegovom 1. simfonijom da je već iste te godine dirigirao berlinsku premijeru. Nakon toga, Šostakovič se koncentrirao uglavnom na skladanje i uskoro je ograničio izvedbe na samo vlastita djela. Godine 1927. napisao je 2. simfoniju (znanu i kao Oktobar). Dok je pisao simfoniju, započeo je i rad na svojoj satiričnoj operi Nos, baziranu na Gogoljevoj priči. Godine 1929., opera je kritizirana kao "formalistička" od strane RAPM-a, staljinističke organizacije glazbenika, i 1930. je doživjela vrlo mali uspjeh.
Godina 1927. također je obilježila i Šostakovičev početak prijateljstva s Ivanom Solertinskim, s kojim je ostao odličan prijatelj do Ivanove smrti 1944. Solertinski je Šostakoviča upoznao s Mahlerovom glazbom, koja je imala velik utjecaj na njegovu glazbu od 4. simfonije pa nadalje. Godina 1932. donijela mu je otvoreni brak s njegovom prvom suprugom, Ninom Varzar. Početne poteškoće dovele su do početka brakorazvodne parnice 1935., no par se pomirio i ostao skupa.
Tijekom kasnih 1920-ih i ranih 1930-ih radio je u TRAM-u, proleterskom omladinskom kazalištu. Iako nije napravio velik posao na svojoj poziciji, ona ga je štitila od ideoloških napada. Većinu vremena proveo je pišući svoju operu Ledi Makbet Mcenskoga okruga, koja je praizvedena 1934. i bila je veliki uspjeh i na popularnoj i službenoj razini. Rečeno je da je ona "rezultat generalnog uspjeha socijalističke konstrukcije, korektne politike partije" i jedna takva opera "mogla je biti napisana samo od strane sovjetskog skladatelja odgojenog prema najboljoj sovjetskoj tradiciji sovjetske kulture."

### Prva zabrana
Šostakovič 1936. silazi s pijedestala. Godina je započela serijom napada na njega koji su izašli u časopisu Pravda, pogotovo članak nazvan Zbrka umjesto glazbe. Vjerovalo se da je kampanju započeo Staljin i osudio Ledi Makbet Mcenskoga okruga kao formalističku operu. Naknadno, komisije su počele presušivati i njegovi prihodi su pali za 75%. Njegova 4. simfonija prošla je probe, no zbog tadašnjeg političkog režima nije se mogla izvesti na pozornici. Nije izvedena sve do 1961., a Šostakovič nije u njoj mijenjao ništa: ostala je njegova 4. simfonija unatoč tako zakašnjelom izvođenju. Kraći klavirski stavak izdan je 1946.
Još i šire, 1936. započinje Velika čistka u kojoj su ubijeni mnogi Šostakovičevi prijatelji i rodbina. Jedna utjeha za Šostakoviča u tom periodu bilo je rođenje njegove kćeri Galine 1936. Njegov sin Maksim je rođen dvije godine kasnije.
Šostakovičev odgovor na zabranu djela je njegova 5. simfonija iz 1937. koja je bila malo konzervativnija nego njegova prijašnja djela. Simfonija je bila uspješna, a i danas se smatra jednim od njegovih najboljih djela. U to vrijeme je Šostakovič skladao i prvi od svojih gudačkih kvarteta. Njegova komorna djela omogućila su mu da eksperimentira i izrazi ideje koje inače nije smio u svojim simfonijama i djelima izvođenim u kazalištima. U rujnu 1937. počinje predavati na Konzervatoriju. To mu je dalo manju financijsku sigurnost, no ometalo je njegov vlastiti rad.

### Rat
Na početku rata između SSSR-a i Trećeg Reicha 1941., Šostakovič je ispočetka ostao u Lenjingradu tijekom opsade, gdje je napisao prva tri stavka 7. simfonije (znana i kao Lenjingrad). Također je doprinio i u promidžbenim pokušajima, pozirajući kao vatrogasac i šaljući radio poruke Sovjetima. U listopadu 1941., obitelj Šostakovič je evakuirana u današnju Samaru gdje je 7. simfonija dovršena. Ona je adaptirana kao simbol ruskog otpora i u SSSR-u i na zapadu.
U proljeće 1943., Šostakovičevi se sele u Moskvu. Njegova 7. simfonija predstavlja herojsku (i uvjerljivo pobjedničku) borbu protiv patnje, njegova 8. simfonija iz te godine je možda krajnje mračna i nasilna ekspresija unutar Šostakovičeva djela, što je rezultiralo njenim zabranjivanjem do 1960. Njegova U kontrastu, 9. simfonija (1945.) je ironična hajdnovska parodija koja nije uspjela zadovoljiti zahtjeve za „himnu pobjede“. Šostakovič je nastavio skladati komornu glazbu, od kojih je istaknutiji 2. klavirski trio, posvećen sjećanju na Solertinskog, sa židovskim totentanzom za finale.

### Druga zabrana
Godine 1948., Šostakovič je zajedno s mnogim drugim skladateljima ponovno zabranjen zbog formalizma prema Ždanovljevom proglasu. Mnoga djela su mu zabranjena, bio je prisiljen na javnu ispriku i njegova obitelj je izgubila privilegije. Juri Ljubimov je rekao da je u to vrijeme "Šostakovič čekao da ga uhite u noći ispred vani, pokraj dizala, da mu ne bi uznemiravali obitelj."
U sljedećih par godina njegove skladbe podijeljene su u filmsku glazbu za otplaćivanje dugova, službena djela čiji je cilj bio zaštita službene rehabilitacije i ozbiljna djela za "pretinac u radnom stolu". U ove posljednje spadali su 1. koncert za violinu i ciklus pjesama Iz Židovske narodne poezije. Velika je kontroverza oko toga je li Šostakovič bio svjestan opasanosti objavljivanja zbirke Iz Židovske narodne poezije. Laurel Fay tvrdi da se pokušao konformirati sa službenom politikom prilagodivši narodnu pjesmu kao inspiraciju. No u drugu ruku, ona je već napisana kada je započela poslijeratna antisemitska kampanja, a Šostakovič je bio u dobrim odnosima s mnogim njenim žrtvama.
Restrikcije prema Šostakovičevoj glazbi i privatnom životu ublažene su 1949., kako bi se osiguralo njegovo sudioništvo u delegaciji istaknutih sovjeta u SAD-u. Te iste godine napisao je kantatu Pjesme šumâ, koje su hvalile Staljina kao "velikog vrtlara". Godine 1951. Šostakovič je postao zamjenik u Vrhovnom Sovjetu. Staljinova smrt 1953. bio je najveći i ključni korak prema Šostakovičevoj službenoj rehabilitaciji, koja je obilježena 10. simfonijom. Ona sadrži mnogo glazbenih citata i kodova (od istaknutijih su DSCH i Elmira), čije je značenje i danas neodređeno, dok je njezin divlji drugi dio vjerojatno sam glazbeni portret Staljina. Uz njegovu 5. simfoniju, 10. simfonija spada u njegova najpopularnija djela. Godina 1953. također je bila godina premijera djela iz "pretinca u radnom stolu".
Tijekom 40ih i 50ih Šostakovič je imao bliske odnose s dvama svojim učenicama: Galinom Ustvolskajom i Elmirom Nazirovom. Ustvolskaju je poučavao od 1937. do 1947. Priroda njihovog odnosa je i danas nepoznata: Mstislav Rostropovič opisao je vezu riječju "nježna", a Ustvolskaja je 1995. izjavila da je za 50ih odbila njegovu ponudu za brak. No, u istom razgovoru, Ustvolskajin je prijatelj, Viktor Suslin, izjavio da je ona po svom diplomiranju 1947. bila "duboko razočarana" u njega. Veza s Nazirovom je izgleda bila jednostrana, izražavana uvelike kroz njegova pisma njoj, i može se smjestiti između 1953. pa do 1956. U pozadini ovoga bio je Šostakovičev prvi, otvoreni brak s Ninom Varzarovom dok ona nije preminula 1954. Ponovno se vjenčao 1956., za Margaritu Kainovu, no veza je pukla nakon 3 godine kada su se razveli.
Godine 1954. Šostakovič je napisao Veselu uvertiru, opus 96., koja je korištena kao glazbeni motiv na Olimpijskim igrama 1980. u Moskvi.

### Pridruženje partiji
Godina 1960. obilježila je još jednu prekretnicu u Šostakovičevu životu: pridružio se komunističkoj partiji Sovjetskog Saveza. Ovaj događaj je interpretiran različito kao znak odanosti, znak kukavičluka ili rezultat političkog pritiska. U jednu ruku, Partija je neosporivo bila manje represivna nego za vrijeme Staljinova mandata. No u drugu ruku, Šostakovičev sin Maksim prisjeća se da je taj događaj njegova oca rasplakao, i da je on kasnije rekao svojoj supruzi Irini da je ucjenjivan. Lav Lebedinski je rekao da je Šostakovič bio suicidan. U to vrijeme njegovo zdravstveno stanje se pogoršavalo. Šostakovičev glazbeni odgovor na tu osobnu krizu bio je 8. gudački kvartet, koji kao i 10. simfonija, ujedinjuje citate i vlastiti glazbeni potpis.
Godine 1962. ženi se po 3. put, za Irinu Supinskaju. U pismu svom prijatelju Isaaku Glikmanu, kaže: Jedini njezin problem je što ima 27 godina. U svim ostalim pogledima je izvrsna; pametna, vesela, direktna i simpatična. U studenom, Šostakovič je jedini put imao ulogu dirigenta, i to u Gorkiju gdje je dirigirao vlastita djela. Inače, uvijek bi odbijao, navodeći kao razlog nervozu i slabo zdravlje.
Te iste godine Šostakovič se ponovno okrenuo pitanju antisemitizma u svojoj 13. simfoniji, poznatoj i kao Babi Jar. Simfonija sadrži dosta poema koje je napisao Jevgenij Jevtušenko, od kojih prva odaje počast Židova ubijenima u Drugom svjetskom ratu. Mišljenja o veličini rizika koji je Šostakovič uzeo su podijeljena: poema je objavljenja u Sovjetskim medijima i nije zabranjena, no ostala je kontroverzna. Nakon premijere simfonije, Jevtušenko je bio prisiljen dodati par redaka pjesmi koji govore da su uz Židove, na Babi Jaru preminuli i mnogi Ukrajinci i Rusi.

### Kasniji život
U kasnijem životu, Šostakovič je patio od kronično lošeg zdravlja, no odbio se ostaviti cigareta i votke. Od 1958. patio je od pogoršanja zdravlja koje je najviše zahvatilo njegovu desnu ruku, zbog čega je morao odustati od sviranja klavira: 1956. mu je dijagnosticiran poliomijelitis. Sljedeće godine pretrpio je srčane udare i još jedan 1971., te više padova u kojima je slomio obje noge. U jednom pismu je napisao:
"Zadatak izvršen do sada: 75% (desna noga slomljena, lijeva noga slomljena, desna ruka defektna. Sve što sada trebam napraviti je slupati lijevu ruku te će 100% mojih udova biti izvan funkcije.)"
Preokupacija vlastitim moralom proširila se kroz mnoga njegova kasnija djela, među kojima su bili kasniji kvarteti i 14. simfonija iz 1969. (ciklus pjesama utemeljenim na mnogim poemama čija je glavna tematika smrt). Tema ovog glazbenog djela također se poklapa sa Šostakovičem na njegovom najekstremnijem području glazbenog jezika, korištenjem tema s 12 nota i guste polifonije kroz cijelo djelo. Njegova 15. simfonija iz 1971. je, u kontrastu, melodična i retrospektivna u prirodi, citirajući Wagnera, Rossinija i Šostakovičevu vlastitu 4. simfoniju. Šostakovič je 1965. primljen kao inozemni član SANU-a.
Dmitrij Dmitrijevič Šostakovič preminuo je od raka pluća 9. kolovoza 1975. i nakon javnog sprovoda pokopan je na moskovskom Novodjevičij groblju. Službena osmrtnica nije izašla u Pravdi odmah, nego tek 3 dana nakon Šostakovičeve smrti, jer je navodno trebala biti provjerena od najviših dužnosnika - Brežnjeva i ostatka Politbiroa. Čak i prije svoje smrti, Šostakoviču je odana počast time što je jedan poluotok na Aleksandrovom otoku (Antarktika) dobio njegovo ime.
Njegovu preživjelu rodbinu sačinjavali su njegova treća supruga Irina, njegova kći Galina i njegov sin Maksim koji je tada bio posvećenik i prvi izvođač nekih očevih. Sam Šostakovič je za sobom ostavio par snimaka svojih klavirskih izvedbi, no od poznatih interpretatora njegove glazbe treba spomenuti imena kao što su Emil Gilels, Mstislav Rostropovič, Tatjana Nikolajeva, Marija Judina, David Oistrah i članovi Beethovenova kvarteta.
Šostakovičev utjecaj na ostale glazbenike izvan SSSR-a bio je jako malen, iako je Alfred Schnittke preuzeo njegov eklekticizam i njegove kontraste između dinamičnog i statičkog, a neka glazba Andréa Previna pokazuje izričite poveznice sa Šostakovičevim stilom orkestracije. Njegov utjecaj može se vidjeti i kod nekih nordijskih skladatelja kao što su Kalevi Aho i Lars-Erik Larsson. Na mnoge njegove ruske suvremenike i učenike na Petrogradskom konzervatoriju, Šostakovič je ostavio snažan utjecaj (među njima su i German Okunev, Boris Tiščenko, čija je 5. simfonija iz 1978. posvećena Šostakoviču, Sergej Slonimski i drugi). Šostakovičev konzervatorijski idiom postao je enormno popularan među publikom u i izvan Rusije, kako je avangarda, koja je negirala bilo kakav utjecaj i debatirala njegove političke poglede, rasla i postajala utjecajnija. Prema Groveu, on je danas postao "najpopularniji skladatelj ozbiljne glazbe sredine 20. stoljeća".

## Djela
Za potpuni popis djela, vidi Popis skladbi Dmitrija Šostakoviča.
Šostakovičeva djela su općenito tonalitetna i u romantičarskoj tradiciji, no s elementima atonaliteta i kromatizma. U nekim njegovim kasnijim djelima (npr. 12. gudački kvartet), koristio je posebno birane tonske nizove. Njegovom "proizvodnjom" dominiraju ciklusi simfonija i gudačkih kvarteta, po 15 od svakih. Simfonije su pravilno raspoređene kroz njegovu karijeru, dok su kvarteti koncentrirani na kasniji period karijere. Među najpopularnije od ovih spadaju 5., 7. i 10. simfonija (prva tri pokreta 10. simfonije na slikama), te 8. i 15. gudački kvartet. Među njegova ostala popularna djela spadaju opere Ledi Makbet Mcenskoga okruga i Nos, te nedovršena Kockari, 6 koncerata (po dva za klavir, violončelo i violinu) i veliki broj filmske glazbe.
Šostakovičeva glazba prikazuje utjecaje njemu najdražih skladatelja: Bach u njegovim fugama i Passacagliama; Beethoven u kasnijim kvartetima; Mahler u simfonijama i Berg u korištenju glazbenih kodova i citata. Među ruskim skladateljima, najviše se divio Modestu Petroviču Musorgskom, čije je opere Boris Godunov i Hovánščina preorkestrirao. Utjecaj Musorgskog najprominentniji je u zimskim scenama Ledi Makbet i 11. simfonije, no i u njegovim satričkim djelima kao nšto je Rajok. Utjecaj Sergeja Prokofjeva najjači je u njegovim ranim klavirskim djelima, kao što su 1. sonata i 1. koncert. Utjecaj ruske crkvene i narodne glazbe vidi se u njegovim a capella zborskim djelima iz 1950-ih.
Šostakovičeva suradnja s Igorom Stravinskim bila je uvelike nesigurna, kako je i sam napisao Glikmanu: "Stravinski - skladatelj kojeg obožavam, Stravinski - mislioc koji mi se gadi.". Posebno ga je oduševila i inspirirala Simfonija psalama koju je Stravinski napisao, te je 1962., kada je Stravinski posjetio rodni SSSR, predao Stravinskom svoju klavirsku verziju djela. Susret dvaju skladatelja nije bio uspješan, no, promatrači su prokomentirali Šostakovičevu nervozu i "grubost" Igora Stravinskog prema njemu.
Mnogi komentatori su uočili nepovezanost između eksperimentalnih djela nastalih prije zabrane 1936. i više konzervativnih nakon nje. Šostakovič je rekao Flori Litvinovoj: "Bez 'Partijskog vodstva'... pokazao bi više briljantnosti, koristio više sarkazma, mogao bi iznositi svoje ideje otvoreno, a ne ih kamuflirati." Članci koje je Šostakovič izdavao 1934. i 1935. navode Berga, Schönberga, Kreneka, Hindemitha i "posebno Stravinskog" kao njegove utjecaje. Ključna djela ranijeg perioda su 1. simfonija, koja je kombinirala akademizam konzervatorija sa Šostakovičevim vlastitim osjećajima, Nos ("neosporivo njegovo najmodernije scensko djelo"), Ledi Makbet Mcenskoga okruga, koja je ubrzala i donijela mu zabranu i 4. simfonija, koja je u Groveu opisana kao "kolosalna sinteza Šostakovičevog glazbenog razvoja do danas". Ta 4. simfonija je također prvo njegovo djelo u kojem se vidi utjecaj Gustava Mahlera, time preokrećući put kojim je Šostakovič trebao krenuti kako bi si osigurao rehabilitaciju, dok je on sam rekao da su posljednja dva navedena djela njegova najneuspješnija djela.
U godinama nakon 1936., Šostakovičeva simfonijska djela bila su izgledom glazbeno konzervativna, bez obzira na ikakav subverzni politički sadržaj. No, u to vrijeme sve se više okretao komornim djelima, "području na kojem je mogao skladati sa maksimalnom ozbiljnošću i sa minimalnim vanjskim pritiskom." Dok su ta bila uvelike tonalitetna, ona su dala Šostakoviču put za mračniji sadržaj koji nije najbolje prihvaćen od strane javnosti. Ovo je najučestalije u njegovim kasnijim komornim djelima, koja portertiraju "svijet jadne bezosjećajnosti". U nekim od ovih rabio je i specifične tonske nizove, iako ih je tretirao kao melodične teme, a ne serijalno. Vokalna djela su također prominentne sastavnice ovog perioda, s tekstovima koji se uglavnom bave ljubavlju, smrću i umjetnosti.
Jedna prominentna kritika upućena Šostakoviču, točnije njegovim simfonijskim djelima je ta da su ona, kako kaže Gerard McBurney, "neoriginalna, jeftina, prazna i uporabljivana". Ovo mišljenje su izrazili i zapadni umjetnici kao Pierre Boulez ("Mislim o Šostakoviču da je druga, ili čak treća kopija Mahlera"), ali i njegovi sunarodnjaci kao Filip Gerškovič, koji je Šostakoviča nazvao "izgubljenikom u transu". Još jedna pritužba je ta da je bio vulgaran i grub: Stravinski je o Ledi Makbet napisao da je "brutalno gruba... i monotona", dok je poznata kolumna iz Pravde, Zbrka umjesto glazbe, o istom djelu napisala: "Sve je grubo, primitivno i vulgarno. Glazba kvače, rokće i reži.".
Točno je da je Šostakovič uvelike posuđivao materijale i stilove od ranijih majstora klasike i iz popularne glazbe. Vulgarnost "niske" glazbe je značajan utjecaj na ove "najbolje od eklektike". McBurney vodi to do avangardnih umjetničkih krugova ranog sovjetskog perioda u kojem se Šostakovič kretao na početku karijere i govori da su te posudbe bile namjerne tehnike koje bi mu dopustile da stvori "nijanse kontrasta, ponavljanja, isticanje" koje su njegovoj glazbi dale veličinu koja joj je trebala.

## Osobnost
Šostakovič je u mnogo pogleda bio opsesivan čovjek: prema njegovoj kćeri bio je "opsjednut čistoćom", stalno je usklađivao satove u svom stanu i redovito si je slao pisma kako bi provjerio radi li poštanska služba. Wilsonin Šostakovič: Život koji se pamti indeksira 26 referenci o njegovoj nervozi. Čak i kao mlad čovjek, sjeća se Mihail Durskin, Šostakovič je bio "krhak i nervozan". Juri Ljubimov komentira: "Činjenica da je bio krhkiji od drugih bila je sigurno važna karika u njegovom geniju." U kasnijem životu, prisjeća se Krzisztof Meyer, "njegovo lice bila je vreća tikova i grimasa."
Kada je bio dobre volje, glavna rekreacija bila mu je sport, iako je više volio biti gledatelj nego sudionik, iako je bio kvalificirani nogometni sudac. Također je volio kartaške igre, pogotovo pasijans. I svijetle i mračne strane njegova karaktera bile su evidentne za njegovu ljubav prema satiričarima kao što su bili Gogolj, Čehov i Zoščenko. Utjecaj navedenih na Šostakoviča vidi se u njegovim pismima, koja sadrže parodije na sovjetske službenike. Sam Zoščenko uočio je neke kontradikcije u Šostakovičevmo karakteru: "on je... krhak, lomljiv, povučen i neograničeno direktan, čisto dijete... [no on je još i] čvrst, otrovan, izuzetno inteligentan, snažan možda, despotičan i ne sve u svemu dobre prirode (iako cerebralno dobre prirode)."
Po prirodi je bio težak: Flora Litvinova rekla je da je bio "potpuno nesposoban da nekome kaže 'ne'". To je znači da ga je bilo lako uvjeriti da potpiše službene izjave, uključujući i javnu optužbu Andreja Saharova 1973. No, na drugu stranu bio je spreman pokušati pomoći konstituentima u njegovima mogućnostima kao predsjedavajućeg u Skladateljskoj uniji i zamjenika u Vrhovnom sovjetu. Oleg Prokofjev komentirao je da je "pokušao pomoći tolikom broju ljudi da... je sve manje i manje pažnje posvećivao samom sebi."

## Ortodoksija i revizionizam
Šostakovičev odgovor na službene kritike bio je upitan. Zna se da je glumio kako se konformirao sa stanjem, čitajući govore i potpisujući članke kojima je izražena vladina volja. No, vjeruje se da Šostakovič nije volio režim, što je potvrdila njegova obitelj, njegova pisma Glikmanu, te njegova satirična kantata "Rajok", koja je sadržavala "antiformalističku" kampanju i držana je sakrivena do Šostakovičeve smrti.
No, ono što nije sigurno je veličina kojom je Šostakovič izražavao opoziciju prema režimu i državi u svojoj glazbi. Revizionistički pogled iznio je Solomon Volkov u svojoj knjiži Svjedočenje (1979.), za koju se govori da su to zapravo Šostakovičevi memoari diktirani Volkovu. Knjiga tvrdi da su njegova djela imala mnogi kodiranih poruka protiv vlade. Znano je da je inkorporirao mnoge citate i serije nota u svojim djelima, pogotovo njegov vlastiti DSCH motiv (na slici). Njegov doživotni suradnik Jevgenij Mravinski, rekao je da je "Šostakovič jako često objašnjavao njegove namjere s jako specifičnim slikama i konotacijama". Revizionistička perspektiva kasnije je podržana od strane njegove djece, Maksima i Galine, i mnogih ruskih glazbenika. Nedavno, Volkov je rekao da je Šostakovič preuzeo ulogu svete budale u odnosu s vladom. Šostakovičeva udovica Irina podržava generalnu revizionističku tezu, no negira autentičnost Svjedočenja. Ostali prominentni revizionisti su Ian MacDonald, čija knjiga Novi Šostakovič iznosi više interpretacija njegove glazbe, i Elizabeth Wilson, čija knjiga Šostakovič: Život koji se pamti daje svjedočenja za mnoga skladateljeva poznanstva.
Mnogi glazbenici i učenjaci (kao Laurel Fay i Richard Taruskin) izazivaju autentičnost (i debatiraju važnost) Svjedočenja, govoreći da ju je Volkov sastavio kao kombinaciju recikliranih članaka, tračeva i moguće nekih informacija od samog skladatelja. Više generalno, prepiru se da je Šostakovičeva važnost u njegovoj glazbi više nego u njegovu životu, i da traženje političkih poruka u glazbi umanjuje, više nego što pojačava, njezinu umjetničku vrijednost.

## Šostakovič u popularnoj kulturi
- Drama Davida Pownalla Majstorska klasa prikazuje inkviziciju Dmitrija Šostakoviča i Sergeja Prokofjeva od strane Josifa Staljina i Andreja Ždanova 1948. Staljin naređuje skladateljima da stvaraju glazbu po partijskim smjernicama.
- Roman Europa central, Williama T. Vollmana, prikazuje polufiktivni ljubavni trokut između Šostakoviča, redatelja Romana Karmena i Elene Konstantinovskaje.

## Vanjske poveznice
- LZMK / Hrvatska enciklopedija: Šostakovič, Dmitrij Dmitrijevič
- LZMK / Proleksis enciklopedija: Šostakovič, Dmitrij Dmitrijevič
- Dmitrij Šostakovič na Discogsu
- imdb.com - Testimony: Film iz 1988. godine o Dmitriju Šostakoviču. (engl.)
- Šostakovič na imdb.com (engl.)